# Стенешть-Лунка
Стенешть-Лунка, Стенешті-Лунка (рум. Stănești-Lunca) — село у повіті Вилча в Румунії. Входить до складу комуни Лунджешть.
Село розташоване на відстані 150 км на захід від Бухареста, 61 км на південь від Римніку-Вилчі, 41 км на північний схід від Крайови.

## Населення
За даними перепису населення 2002 року у селі проживали 669 осіб, усі — румуни. Усі жителі села рідною мовою назвали румунську.